# Caliópio (governador da Bitínia)
Caliópio (em latim: Calliopius) foi um oficial romano pagão do século IV, ativo durante o reinado do imperador Constâncio II (r. 337–361). Filho de Hesíquio e pai de Peânio, Caliópio veio duma família próspera e respeitável. Em 356/357, segundo o sofista Libânio, tornou-se governador consular da Bitínia e por 363 conduziu um inquérito sobre práticas comerciais em Antioquia.